# Gouvernement Slonim
Het gouvernement Slonim (Russisch: Слонимская губерния, Slonimskaja goebernija) was een gouvernement (goebernija) binnen het keizerrijk Rusland. Het bestond van 1789 tot 1797. Het gouvernement ontstond uit de Derde Poolse Deling. Het gebied stond vanaf 1796 bekend als onderkoninkrijk Slolim (Russisch: Слонимское наместничество). In 1797 werd het gebied door een oekaze van tsaar Paul I van Rusland verdeeld in het gouvernement Vilnius en het gouvernement Litouwen met de hoofdstad Vilnius. Het gouvernement had acht oejazden: Brest, Vaŭkavisk, Grodno, Kobrin, Lida, Minsk, Pruzani en Slonim. De hoofdstad was Slonim.